# Stephan Wassilko von Serecki

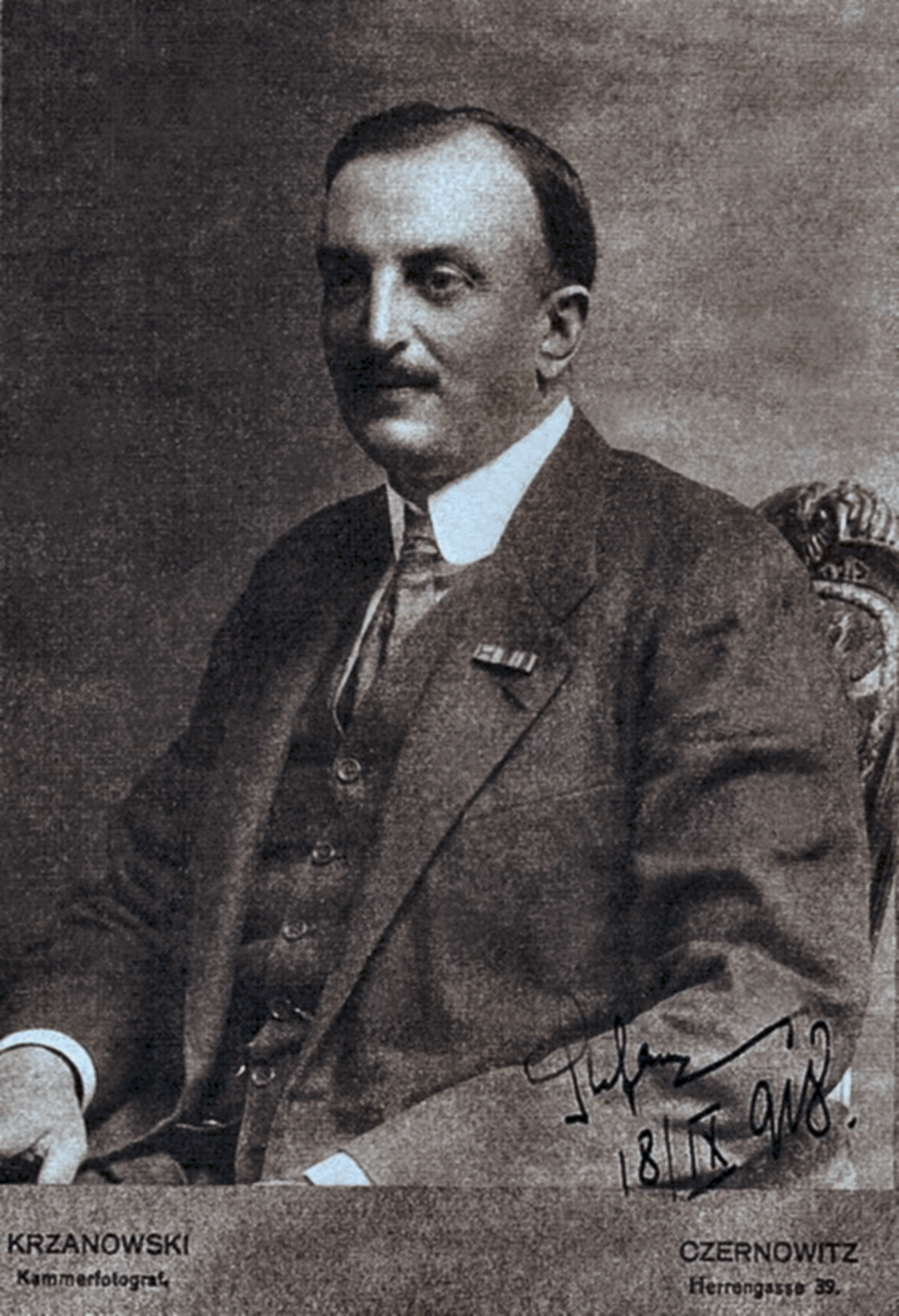
Stephan Graf Wassilko von Serecki 1918

Stephan Graf Wassilko von Serecki (* 10. Juni 1869 auf Schloss Berhometh; † 31. August 1933 in Salzburg, beerdigt in Wien, Grinzinger Friedhof) war K. u. K. Kämmerer, K. u. K. Rittmeister iR, Ministerialrat im Innenministerium sowie promovierter Jurist und Sachbuchautor aus der Familie Wassilko.

## Herkunft und Familie
Stephan war der zweitälteste Sohn des Geheimen Rates und Landeshauptmannes des Herzogtums Bukowina, Alexander Freiherrn Wassilko von Serecki.
Er heiratete am 3. Mai 1894 Rosa Freiin von Krauß (* 2. Juli 1869 in Krems an der Donau; † 6. Januar 1950 in Wien), Tochter des ehemaligen Juristen und Polizeipräsidenten Wiens, Franz Freiherren von Krauß (von 1892 bis 1894 Landespräsident der Bukowina) und seiner Gattin Berta von Thoren (1843–1908). Das Ehepaar hatte eine Tochter, Zoe. Diese verstarb ledig.

## Biographie
Wassilko legte sein Abitur am Czernowitzer Gymnasium ab und versah anschließend seine militärische Ausbildung, ernannt am 22. Dezember 1890 zum Leutnant in der Reserve des k. u. k. Dragonerregimentes des Eugen Freiherrn von Piret de Bihain Nr. 9. Danach studierte er die Rechtswissenschaften in Wien und wurde zum Dr. jur. promoviert.
Stephan trat in den Staatsdienst ein, war Landesfürstlicher Kommissär, sodann Bezirkskommissär.

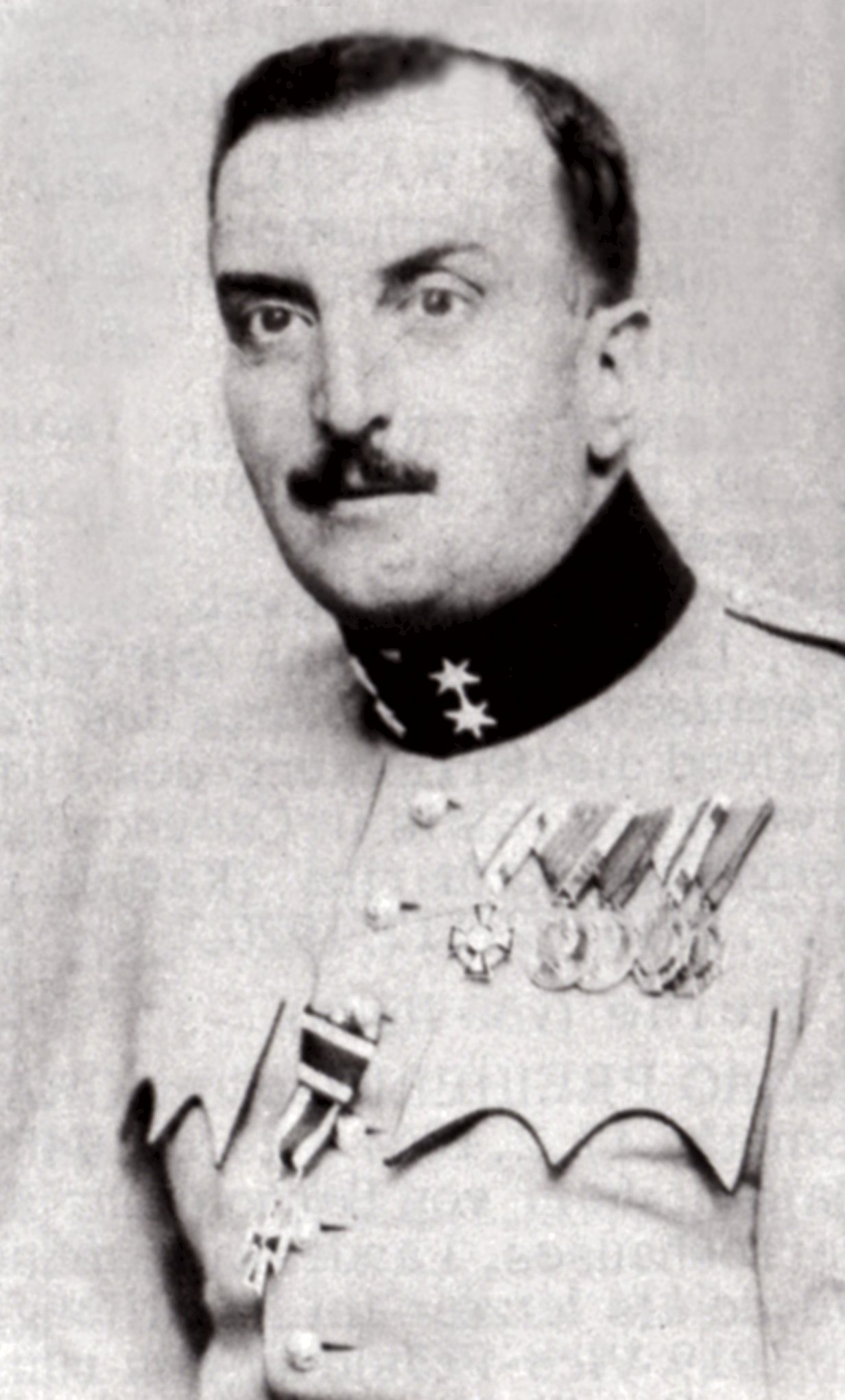
Stephan Graf Wassilko 1915

Im Jahre 1900 wurde er als Jurist im K. u. K. Innenministerium zu Wien als Stellvertreter des Vertreters des Ministeriums des Innern bei der Statistischen Zentralkommission eingestellt und wurde sodann Bezirkskommissär in Czernowitz. 1909 konvertierte er mit seiner Tochter anlässlich der Feier des 60-jährigen Regierungsjubiläums Seiner Majestät vom orthodoxen zum römisch-katholischen Ritus. Im gleichen Jahr wurde ihm der Titel und Charakter eines Sektionsrates mit Nachsicht der Taxe verliehen, sodann zu gleichen Bedingungen am 1. Dezember 1915 der eines Ministerialrates. Als Sektionsrat hatte ihn der Minister des Inneren ab 1. Juni 1914 zum Ersatzmann des Stellvertreters in der Ministerialkommission für agrarische Operationen im Ackerbauministerium, Karl Grafen von Lodron-Laterano, bestimmt.
Er rückte zu Kriegsbeginn freiwillig als Reserveoffizier ein und stand bei der Armee Pflanzer-Baltin im Landwehrbataillon des Obersten Papp an der russischen Front. Mit Rang vom 1. November 1914 avancierte er zum Oberleutnant und führte eine eigene Huzulenkompanie. In der Schlacht um Czernowitz bei Toporăuţi und Rarancze (Bukowina) wurde er im Nachtgefecht von Rarancze am 9. Mai 1915 so ernsthaft an beiden Beinen verwundet, dass ihm im Kriegslazarett von Sathmar (Satu Mare), nach fünf Operationen, infolge einer Blutvergiftung das linke Bein amputiert werden musste. Er wurde mit dem Militärverdienstkreuz (KD.) 2. Klasse und dem Eisernen Kreuz 2. Klasse am weiß-schwarzen Band (kaiserliche Genehmigung zum Tragen vom 23. Jänner 1916) dekoriert. Sein Vorgesetzter, Oberst Papp schrieb dazu: „Rittmeister a. D. Stephan Freiherr von Wassilko-Serecki war von Ende Februar 1915 an Kommandant einer Huzulen-Kompanie. Er wurde am 9. Mai 1915 im Gefecht bei Rarancze, als er seine Kompanie zum Gegenstoß gegen den in einen Stützpunkt eingedrungenen Feind führte und ihr weit vorausging, nach hervorragend tapferem Verhalten als erster verwundet.“ (gez. PAPP, m. p. Obst.)
Infolge der erlittenen Verletzungen musste Stephan seine militärische Karriere beenden, wurde aber noch am 20. November 1917 zum Rittmeister (a. D.) befördert.
Der Minister des Innern bestimmte den Ministerialrat im Februar 1918 zum Vertreter des Ministeriums des Innern in der Ministerialkommission für agrarische Operationen. Für seine Leistungen als Ministerialrat im Innenministerium verlieh ihm der Kaiser am 1. Juni 1918 auch noch das Ritterkreuz des Österreichisch-kaiserlichen Leopold-Ordens.
Stephan wurde bereits am 19. Dezember 1905 mit dem Titel eines k. u. k. Kämmerers geehrt, und durch Allerhöchste Entschließung vom 29. August 1918 zu Eckartsau (Diplom vom 19. Oktober zu Wien) von Kaiser Karl I. wegen seiner Treue zum Staat und seiner persönlichen Opfer in den Grafenstand erhoben.
Nach dem Krieg widmete er seine Zeit verstärkt und erfolgreich dem Schreiben von Bridge-Lehrbüchern in mehreren Auflagen mit Erweiterungen, obwohl er sehr unter den Folgen seiner Kriegsverletzungen litt. Der Graf wurde auf dem Friedhof in Grinzing beigesetzt, wo auch seine Ehefrau und Tochter ruhen.

## Wappen

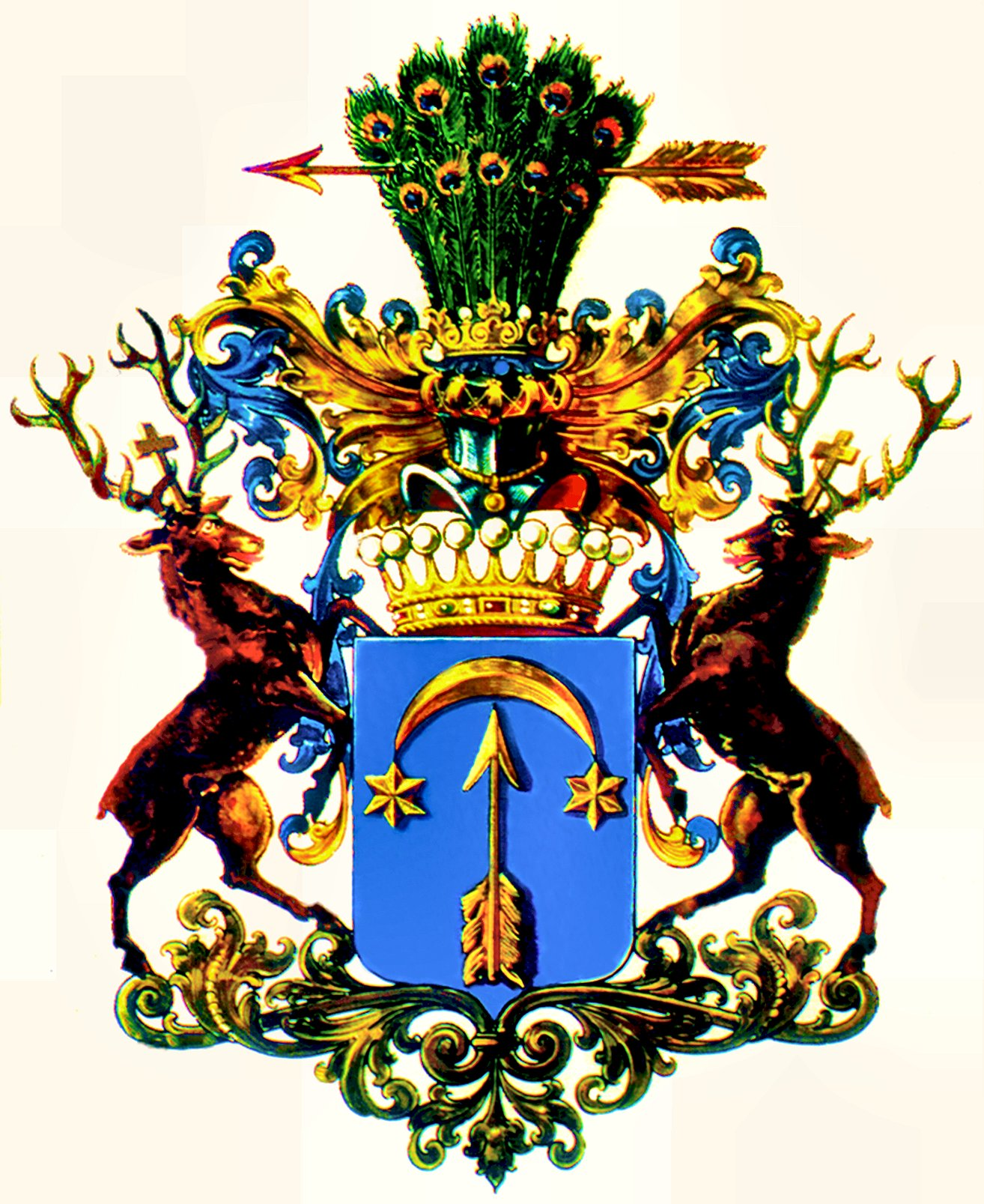
Wappen Grafen Wassilko

Ein blauer Schild, in welchem ein aufgerichteter Pfeil von einem Halbmonde, dessen nach abwärts gekehrte Spitzen mit je einem sechsstrahligen Sterne besetzt sind, überstiegen wird, dies alles golden. Auf dem Hauptrande des Schildes ruht die goldene Grafenkrone mit neun sichtbaren Perlenzinken, überhöht von einem offenen gekrönten Turnierhelme, den beiderseits blaue, mit Gold unterlegte Decken umwallen. Aus der Helmkrone geht ein von einem goldenen Pfeil quer nach rechts durchschossener natürlicher Pfauenwedel von zwei Reihen zu je fünf Federn hervor. Unterhalb des Schildes verbreitet sich eine bronzefarbene Arabeske, auf welcher zwei als Schildhalter dienende, einander zugekehrte aufgerichtete natürliche Hirsche, die zwischen den Geweihen goldene Kreuze tragen, stehen.
Alle Familienmitglieder der Familie Wassilko waren ursprünglich rumänisch-orthodoxen Glaubens. Stephan konvertierte aber zu Ehren des Kaisers im Jahre 1910 zur Römisch-katholischen Kirche.

## Werke
- Auktions-Bridge, Manz-Verlag, Wien Leipzig, 1919, 115 Seiten
- Auktions-Bridge und Kontrakt-Bridge, Manzsche Verlags- und Universitäts-Buchhandlung, Wien Leipzig 1926, 138 Seiten
- Kontrakt-Bridge Platfond, Manz-Verlag, Wien Leipzig, 1928 völlig umgearbeitete Ausgabe, 193 Seiten
- Kontrakt-Bridge Platfond mit amerikanischer Zählung Manz-Verlag, Wien Leipzig, 4. neubearbeitete und erweiterte Ausgabe, 1930, 259 Seiten

## Bildergalerie

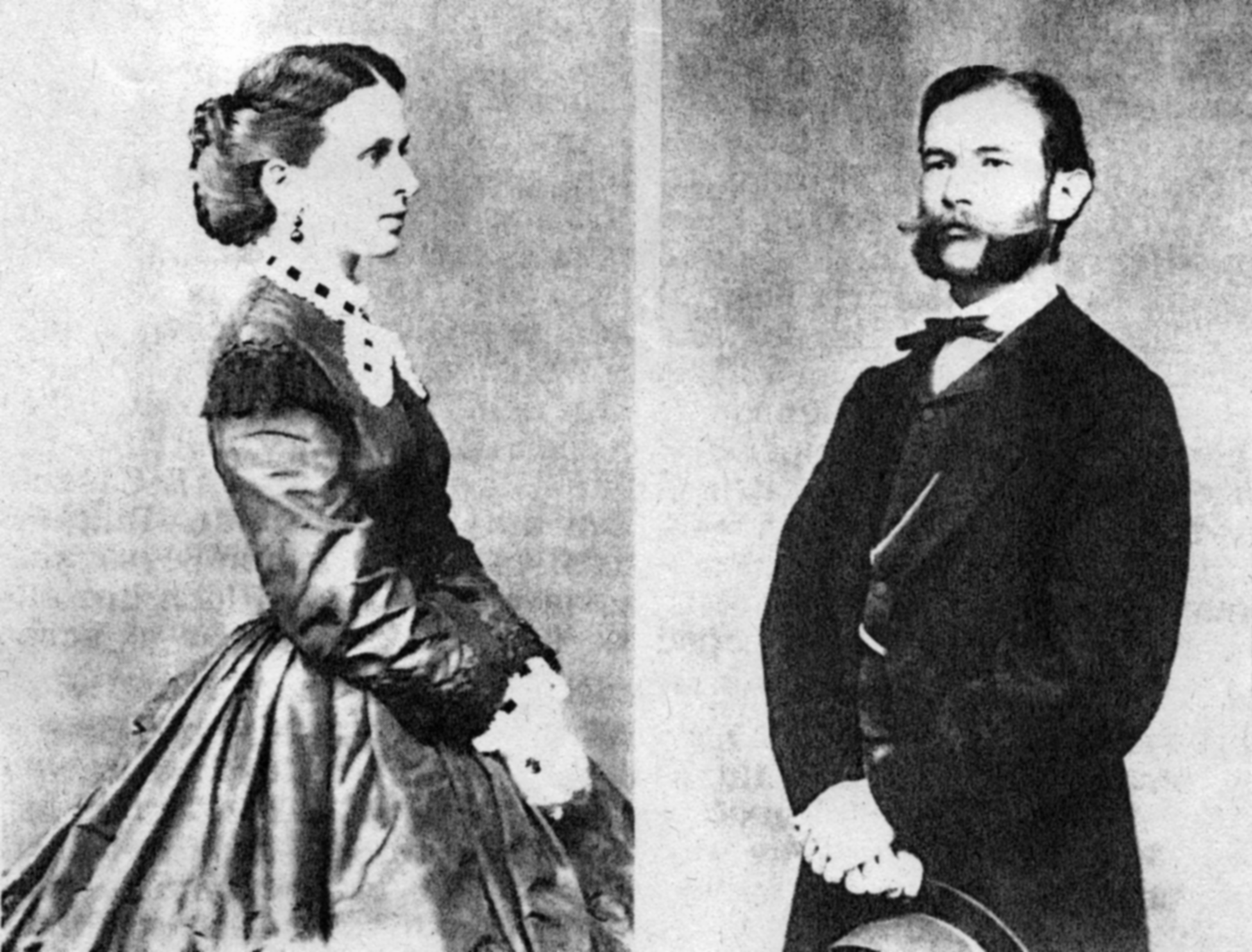
Baron Krauss und Bertha von Thoren nach 1860
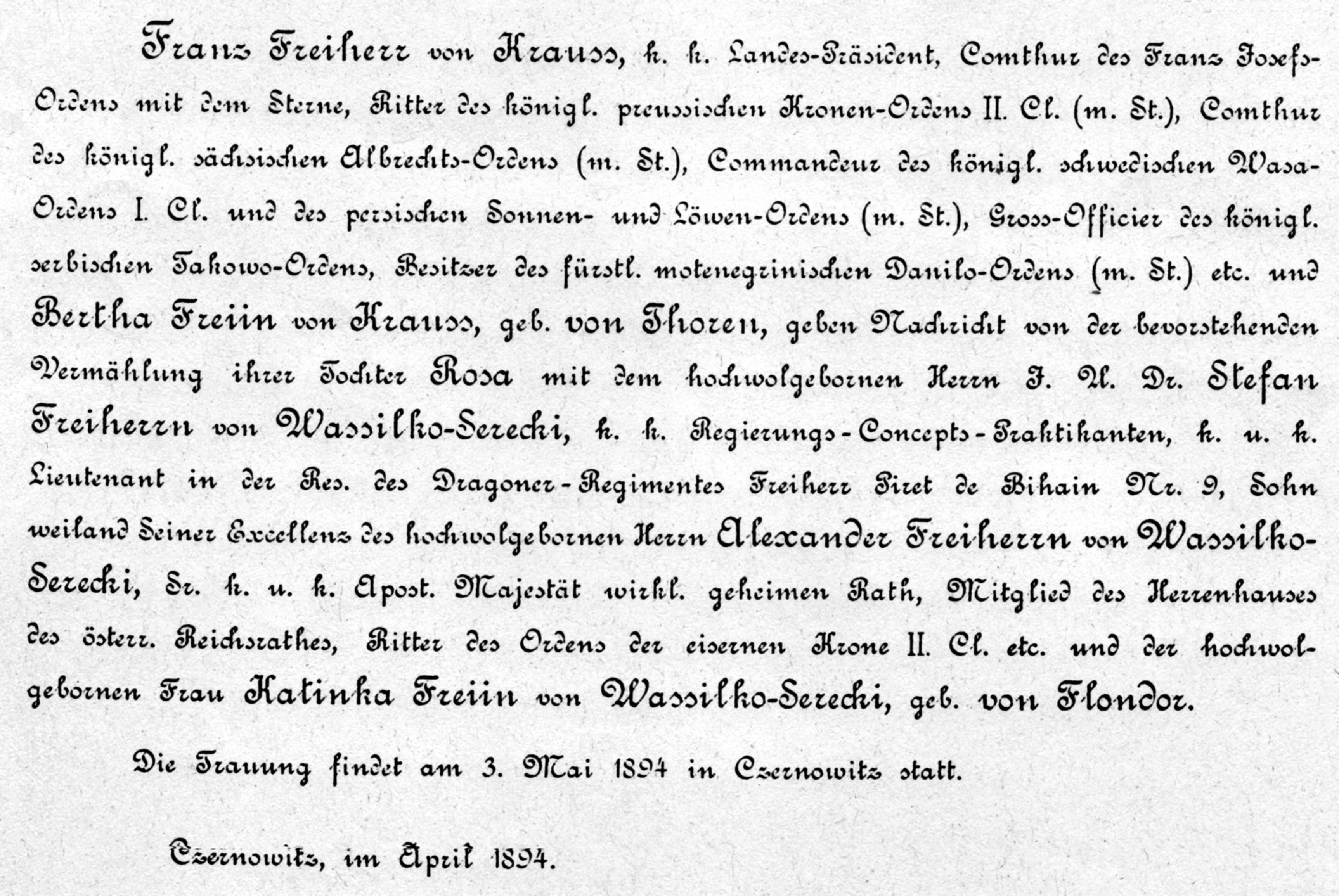
Ankündigung der Hochzeit von Rosa Freiin von Krauss 1894
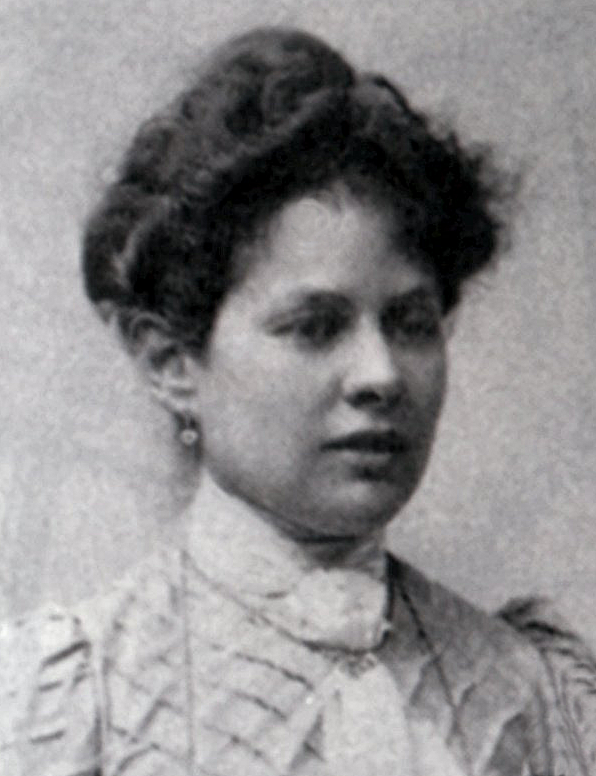
Rosa, geb. Freiin von Krauß 1900
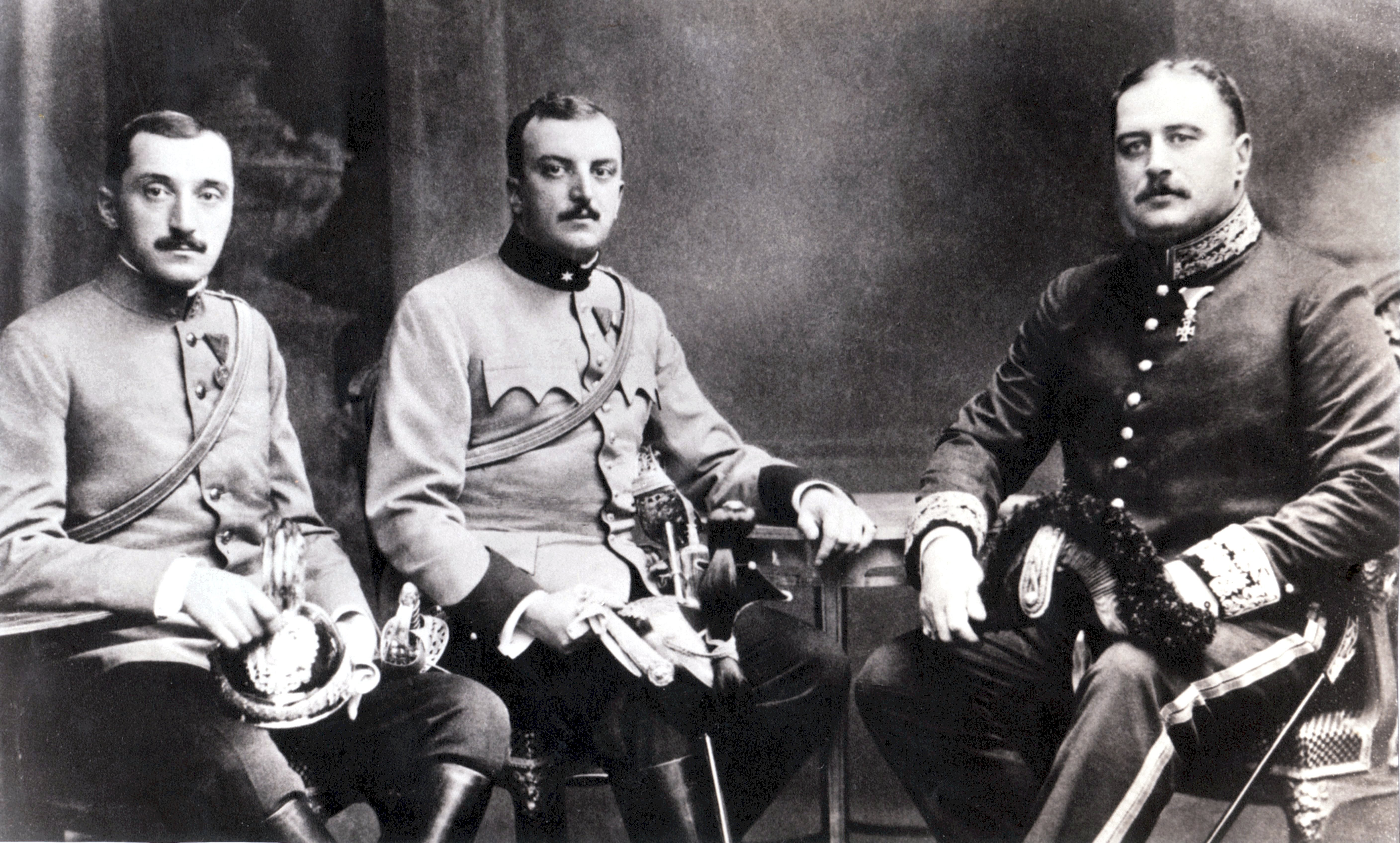
Die Brüder Alexander, Stephan und Georg Wassilko von Serecki um 1905
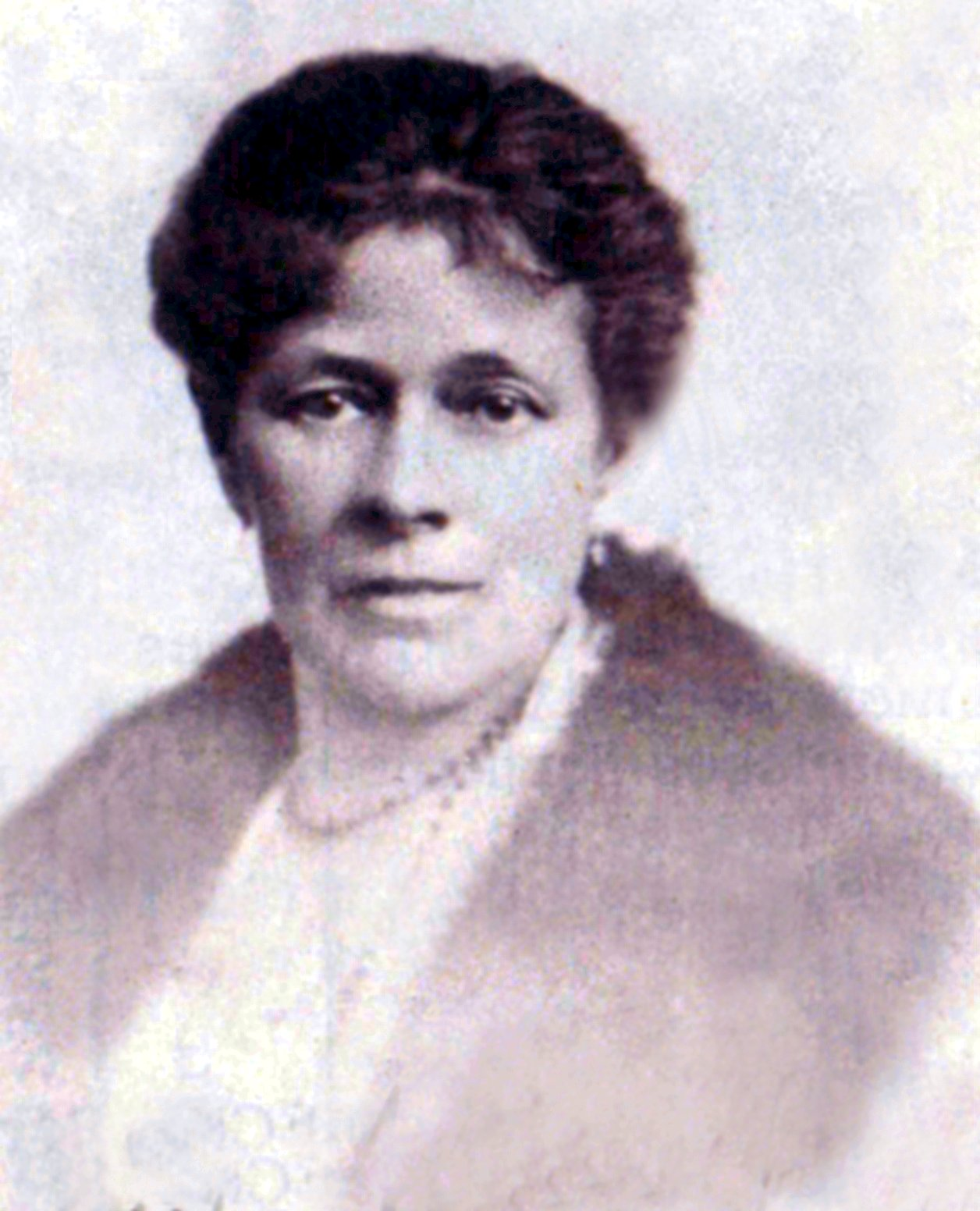
Rosa, geb. Freiin von Krauß 1915
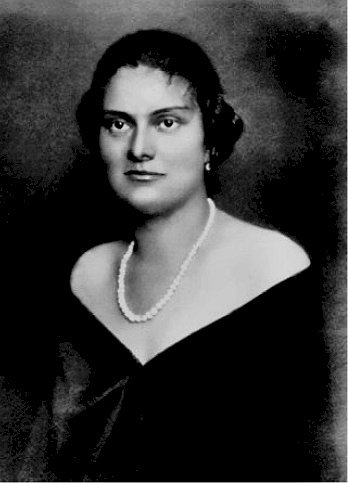
Zoe Gräfin Wassilko 1918
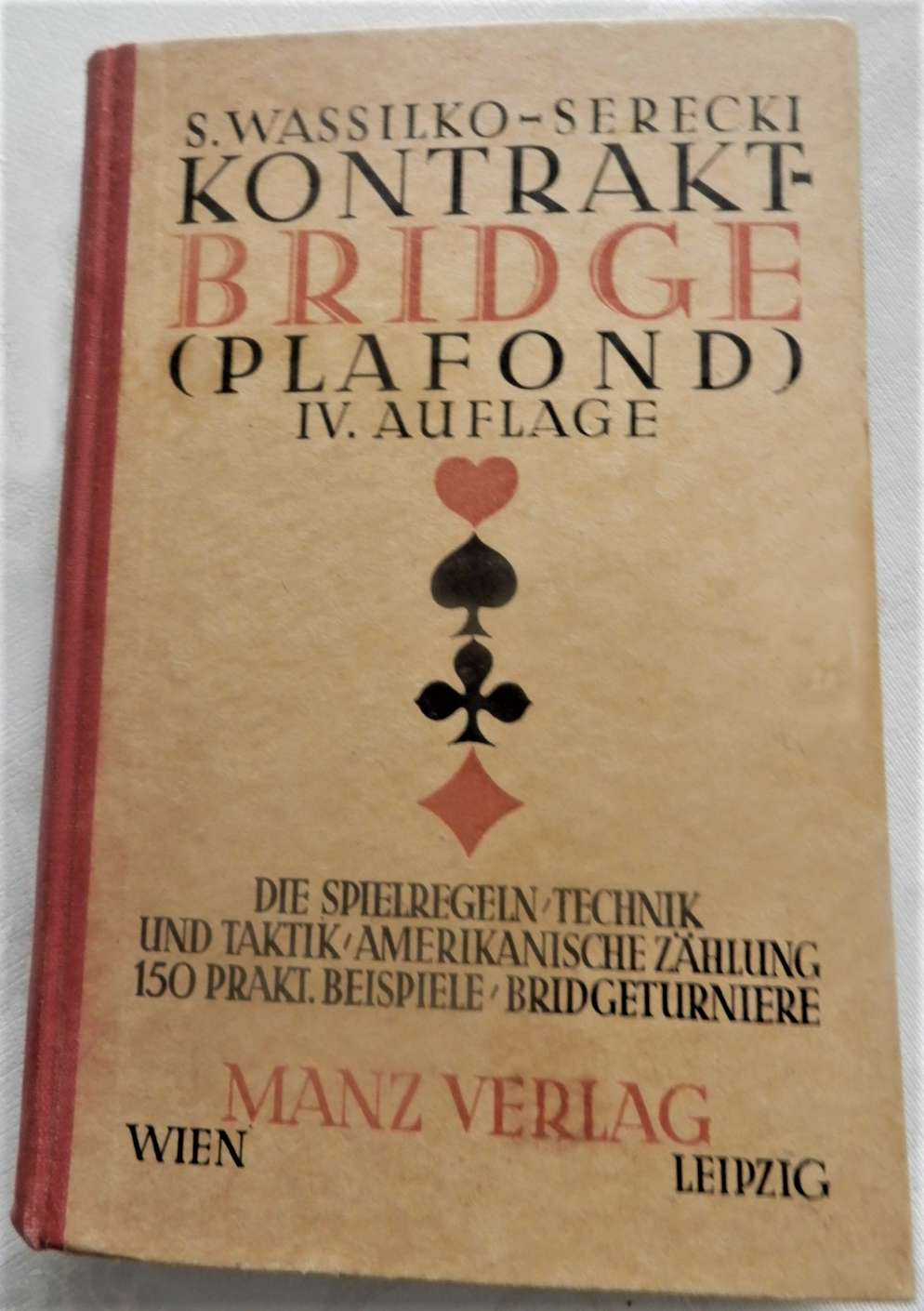
S. Wassilko, Bridgelehrbuch 1930
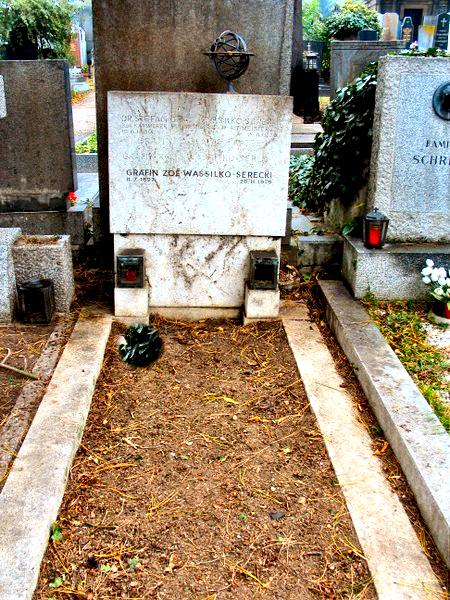
Grab von Stefan Graf Wassilko, Gattin Rosa und Tochter Zoe in Grinzing